# Carlos Enrique Curiel Herrera

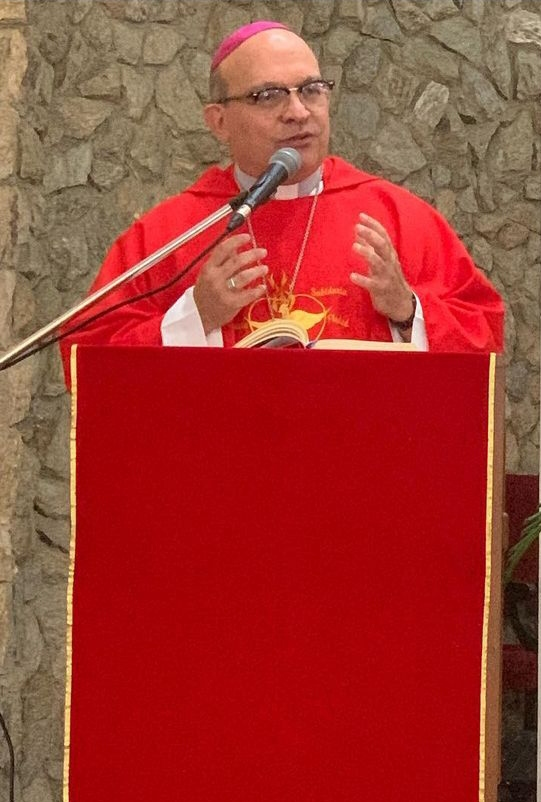
Carlos Enrique Curiel Herrera, 2022

Carlos Enrique Curiel Herrera SchP (* 4. Juli 1960 in Carora, Bundesstaat Lara, Venezuela) ist ein venezolanischer Ordensgeistlicher und römisch-katholischer Bischof von Carora.

## Leben
Carlos Herrera studierte von 1978 bis 1985 Medizin und Chirurgie an der Universidad de los Andes in Mérida. Er spezialisierte sich im Bereich Anästhesiologie und war in den folgenden Jahren als Arzt tätig, bevor er der Ordensgemeinschaft der Piaristen beitrat. Von 1991 bis 1996 studierte er Philosophie und Katholische Theologie am Institut für Theologie in Caracas. Curiel Herrera legte am 2. August 1993 die Profess ab und empfing am 27. Dezember 1997 das Sakrament der Priesterweihe.
Anschließend wurde Carlos Enrique Curiel Herrera Direktor des Kollegs San José de Calasanz in Valencia. Ab 2000 war er zudem Rektor des Ordenshauses Mons. Salvador Montes de Oca und ab 2002 Gefängniskaplan in Valencia. 2004 wurde Curiel Herrera Novizenmeister und Rektor des Ausbildungshauses der Piaristen für die Ordensprovinz Venezuela. Zudem war er Assistent des Vizeprovinzials der Piaristen für Venezuela. Von 2006 bis 2008 war Curiel Herrera Pfarrvikar der Pfarrei San Lorenzo in Barquisimeto und Superior des Ordenshauses San José de Calasanz.
2008 entsandte ihn die Ordensleitung nach Bolivien, wo er Pfarrer der Pfarrei Apóstol Santiago in Anzaldo wurde. Zudem war Carlos Enrique Curiel Herrera ab 2009 Rektor des Ordenshauses Virgen de las Escuelas Pías in Anzaldo und ab 2015 Assistent des Vizeprovinzials der Piaristen für Brasilien und Bolivien. 2017 wurde Curiel Herrera Generalvikar des Erzbistums Cochabamba.
Am 27. Dezember 2018 ernannte ihn Papst Franziskus zum Titularbischof von Carinola und zum Weihbischof in Cochabamba. Der Erzbischof von Cochabamba, Oscar Omar Aparicio Céspedes, spendete ihm und dem mit ihm ernannten Juan Gómez am 19. März des folgenden Jahres die Bischofsweihe. Mitkonsekratoren waren der frühere Erzbischof von La Paz, Luis Sáinz Hinojosa OFM, und der Erzbischof von Santa Cruz de la Sierra, Sergio Alfredo Gualberti.
Am 30. März 2021 ernannte ihn Papst Franziskus zum Bischof von Carora. Die Amtseinführung fand am 22. Mai desselben Jahres statt.